# 鈴形玉串飾

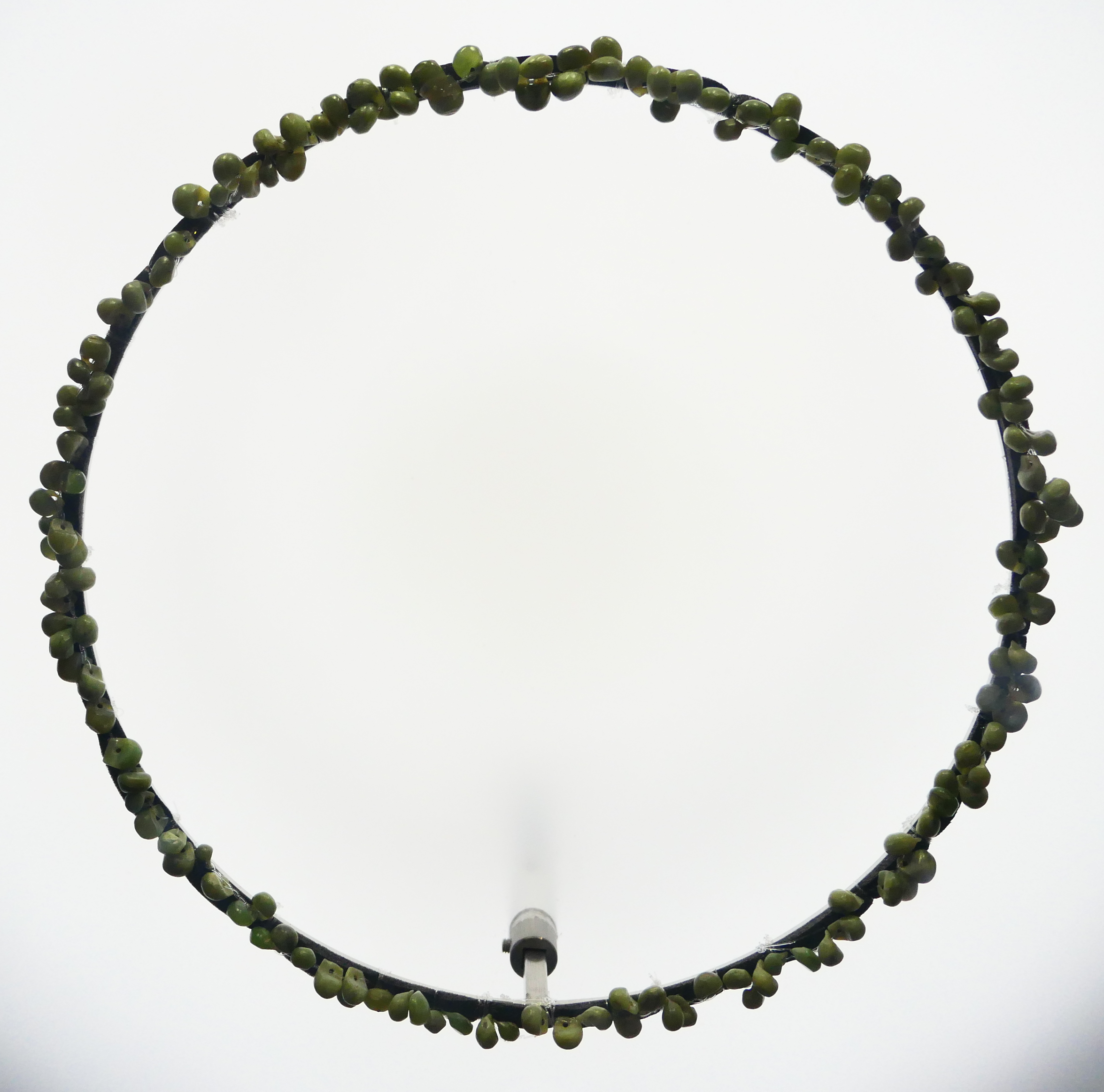
卑南遺址鈴形玉串飾（國寶）（©Pbdragonwang）

鈴形玉串飾，是一種由多顆鈴形玉珠組成的配飾，主要出現於臺灣新石器時代。其組成的玉珠因形似銅鈴，故而以鈴形稱之，主要以臺灣閃玉製成，其上帶有小孔，推測是作為串繩或者固定使用，其最大體徑約在4-6毫米:5。

## 發現紀錄
最早發現鈴形玉珠的地點為屏東墾丁遺址，後續於卑南遺址進行發掘時又陸續發現，而於1997年呂宋島西南端的卡達因遺址亦出土一顆形制相近的玉珠，並經檢測確認其質地為臺灣閃玉，可能反映區域文化間的互動關係。
學者依卑南遺址出土情形觀察，鈴形玉串飾多出土於女性墓主石板棺中，且根據與頭骨位置推測應是配於前額或者繫墜於頭帶的綴珠。同時，在卑南遺址發掘超過1500多座石板棺中，僅有7座墓葬出土鈴形玉珠，有其稀有及特殊性。其個別玉珠形態及大小十分接近，顯見專業技術及品質要求，使用者可能具有特殊身分或階級。

## 製作方式
鈴形玉珠的體積十分精巧，製作通常是取小件的柱狀石材，先在一端穿孔後，再將其餘部位稜角修磨成圓滑狀，在穿孔處則削薄成片狀。

## 指定國寶
目前被指定為國寶的一組鈴形玉串飾典藏於國立臺灣史前文化博物館，由152顆鈴形玉器串成，出土自卑南遺址石板棺，位置位在墓主頭側被推測為頭飾，推測年代距今4000至3500年前。每顆鈴形玉珠體積微小，其高、寬、厚約在5mm左右，穿孔孔徑更小於1mm，製作精良且造型獨特。